# D-Tox
D-Tox (v anglickém originále D-Tox) je americký filmový thriller z roku 2002. Režisérem filmu je Jim Gillespie. Hlavní role ve filmu ztvárnili Sylvester Stallone, Charles S. Dutton, Polly Walker, Kris Kristofferson a Mif.

## Děj
Během honby za sériovým vrahem, který v Seattlu zabíjí policisty, přichází agent FBI Jake Malloy o svého bývalého partnera. V domě mrtvého partnera zavolá vrah Malloyovi z jeho vlastního bytu. Vrah vysvětluje, že se mstí za Malloyovo předchozí vyšetřování vražd prostitutek, a zabije Malloyovu přítelkyni Mary. Malloy se pokusí vraha dopadnout, ale najde jen jeho mrtvé tělo, zdánlivě po sebevraždě.
O tři měsíce později Malloy propadne alkoholismu. Po pokusu o sebevraždu jej jeho přítel a nadřízený Chuck Hendricks posílá do rehabilitačního centra pro policisty vedeného bývalým policistou a nynějším terapeutem Dr. "Docem" Mitchellem. Hendricks zůstává poblíž, aby dohlížel na Malloyův stav.
Malloy se seznamuje s ostatními pacienty: arogantním bývalým členem SWATu Peterem Noahem, cynickým britským policistou Frankem Slaterem, nábožensky založeným detektivem Williem Jonesem, bývalým narkomanem Jaworským, horkokrevným důstojníkem Lopezem a stárnoucím Kanaďanem McKenziem. Blíže se sblíží se zdravotní sestrou Jenny Munroe.
Po silné vánici je rehabilitační centrum odříznuto od světa. Jenny najde mrtvého pacienta Connora, který údajně spáchal sebevraždu. Malloy však začíná věřit, že se ve skutečnosti jedná o vraždu. Hank, kuchař Manny a pomocník Gilbert se pokouší projet sněhovou bouří pro pomoc, ale havarují.
Když zhasne elektřina a McKenzie je zabit, Malloy izoluje zbytek pacientů, protože je přesvědčen, že vrahem je někdo mezi nimi. Postupně objevuje další důkazy a zjistí, že vrah se vydává za jednoho z policistů. Když Hank omráčí Malloye a uzamkne ho v cele, Malloy najde v buňce důkaz: zápalky z restaurace, kterou navštěvovali zavraždění policisté, což ukazuje na Slatera.
Malloy se osvobodí, najde sbírku odcizených odznaků u Slatera a s pomocí Jonesa a Lopeze zahajují pátrání. V podzemí zařízení Slater postupně zabije Hanka i Noaha. Malloy najde těla a zjistí, že Slater unikl a pronásleduje Jenny.
Mezitím Hendricks a místní obchodník najdou přeživšího Gilberta a míří do rehabilitačního centra. Jenny prchá před Slaterem a ukrývá se v blízkém skladišti. Hendricks omylem narazí na Slatera, který ho zraní. Malloy dorazí včas, aby Jenny ochránil, a po divokém boji přibije Slatera na bodce sněžného stroje.
Po Slaterově smrti Jenny pomůže zraněnému Hendricksovi zpět do centra. Malloy symbolicky odloží prsten určený Mary na větev stromu a odchází vstříc novému životu.

## Obsazení
| Sylvester Stallone   | Jake Melloy     |
| Charles S. Dutton    | Chuck Hendricks |
| Polly Walker         | Jenny Munroe    |
| Kris Kristofferson   | John Mitchell   |
| Mif                  | Carl Brandon    |
| Christopher Fulford  | Frank Slater    |
| Jeffrey Wright       | Jaworski        |
| Tom Berenger         | Hank            |
| Stephen Lang         | Jack Bennett    |
| Angela Alvarado Rosa | Lopez           |
| Robert Prosky        | McKenzie        |
| Robert Patrick       | Peter Noah      |
| Courtney B. Vance    | Willie Jones    |
| Sean Patrick Flanery | Conner          |
| Dina Meyer           | Mary            |